# Усадьба Скибиневского (Саратов)
Усадьба Скибиневского — объект культурного наследия федерального значения под названием «Дом жилой, 1-я половина XIX в.», расположенный в Саратове по адресу ул. Советская, дом № 1.

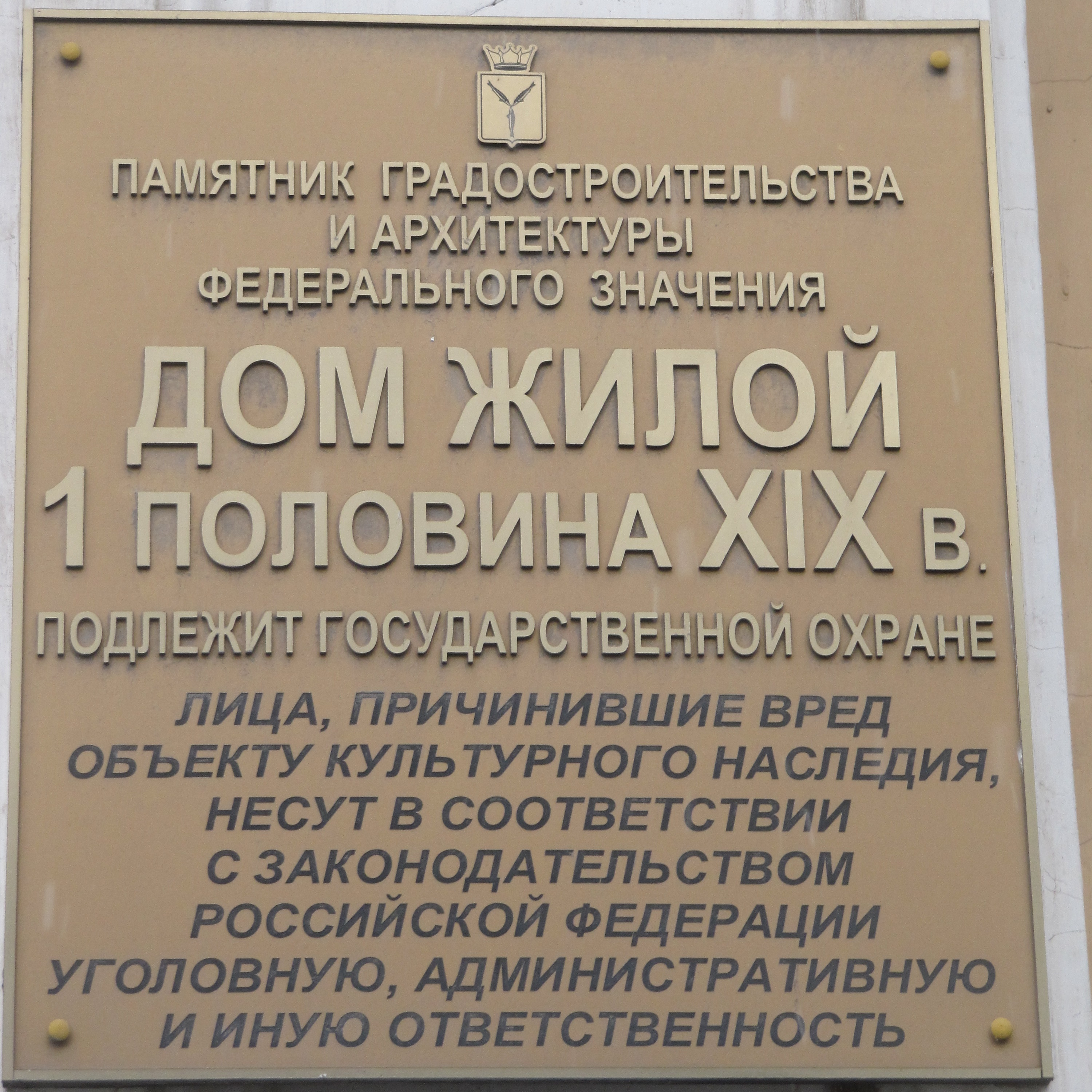
Улица Советская 1, табличка

## История

### Расположение
Усадьба расположена на углу улиц Советской и Радищева (адрес Советская, 1/Радищева, 19), по высочайше утверждённому плану г. Саратова 1812 года в планном квартале № 173. Эта часть города была распланирована в 1803 году на крупные кварталы правильной прямоугольной формы, которые перешли и в план 1812 года.

### Хозяева усадьбы
Усадьба построена губернским предводителем дворянства (1831—1840), участником войны 1812 года Святославом Михайловичем Скибиневским, который, однако, не дожил до окончания отделки дома в 1847 году. В числе прочих дел, в 1839 году он инициировал создание в городе института благородных девиц.
Его сын Святослав Святославович Скибиневский продал дом помещику Беклемишеву, который сдавал его вице-губернатору (1856—1862) В. П. Александровскому. Беклемишев в конце концов разорился, и в 1880 году пустующую усадьбу приобрёл солепромышленник Ф. Е. Аносов. В 1887 году у вдовы Аносова усадьбу с обстановкой за 55 тыс. ₽ купил богатейший саратовский купец Иван Герасимович Кузнецов, от которого она перешла к его сыну Василию Ивановичу Кузнецову. В 1910 году в усадьбе устроено электрическое освещение. В 1911 году Кузнецов, освобождаясь от саратовских активов, продал усадьбу купчихе Матрёне Ивановне Сибриной, которая прожила в доме до 1918 года. В 1918 году усадьбу занял один из отделов губисполкома и поликлиника, с 1937 года — детский туберкулёзный санаторий. В 1949 году в здании открыт туберкулёзный диспансер, просуществовавший в нём до 2007 года. С этого времени и до 2020 года усадьба пустовала, не отапливалась, в конце концов была закрыта баннером, но в сентябре 2020 куплена за 15 млн. ₽ некоммерческим Благотворительным фондом Социального развития регионов.

## Описание
Архитектор усадьбы неизвестен.
Главный усадебный дом из-за уклона улицы Радищева имеет переменную этажность. На Советскую улицу он выходит северным фасадом в 10 световых осей в первом этаже и с шестиколонным портиком высотой в два этажа, увенчанным фронтоном с лепными украшениями. Колонны с каннелюрами, базами и капителями коринфского ордера, на них непропорционально низкий антаблемент дорического ордера с мелкими триглифами. Угол закреплён плоской пилястрой с канавками. В первом этаже окна с полуциркульным завершением, в антресоли — с лучковым, все окна окружены лепными наличниками. Таким образом, стиль здания уклоняется от классицизма в сторону эклектики (нарушены ордерность, пропорциональность и соподчинение арочных и прямоугольных окон, наличествует обильный растительный лепной орнамент).
Южная сторона дома, обращённая к саду и Волге (к XXI веку вид на реку окончательно закрыт многоэтажной застройкой), представляет собой балкон, выполненный из художественного чугунного литья. В советские годы балкон при помощи дощатых стен превращён в отапливаемый объём, но чугунные решётки, колонны, консоли и прочие элементы открыты для обозрения. Во дворе сохраняется бетонный фонтан с лепными украшениями начала XX века.
Интерьеры здания характеризуются обилием лепного декора на потолке и стенах. Планировка — анфиладная. Сохранились оригинальные внутренние рамы, лестницы и двери, старинные зеркала, множество печей. Из-за того, что в XXI веке более 10 лет здание не отапливалось, внутренняя отделка пострадала от холода и сырости, краска облупилась, кое-где отвалилась штукатурка, рассохся паркет. Интерьеры пострадали и от вандалов, исчезли люстры и некоторые другие представляющие ценность элементы.

### Технические детали
Фундаменты зданий ленточные, бутовые, по естественному основанию. Стены из глиняного кирпича на известковом растворе, с фасадов оштукатуренные и окрашенные, декорированные лепниной. Перекрытия подвалов — крестовые кирпичные своды, сводики Монье, междуэтажное и чердачное перекрытие — деревянные, оштукатуренные по дранке. Кровля двускатная вальмовая и односкатная, фальцевая из жести на деревянных стропилах. На 2019 год в стенах, фундаментах имеются вертикальные и диагональные трещины, следы замачивания. Общее состояние — недопустимое, ведущее к дальнейшему разрушению.

## После реставрации
В 2021 году выполнена полная реставрация всей усадьбы : основного здания, флигелей, ограды и двора. Восстановлен фонтан во дворе. В усадьбе открыта Школа искусств Лицея-интерната 64. Летом 2023 года во дворе проводились концерты музыкантов Саратовской Консерватории. Перед концертами можно было увидеть со двора усадьбу и работающий фонтан, тогда и были сделаны фотографии.

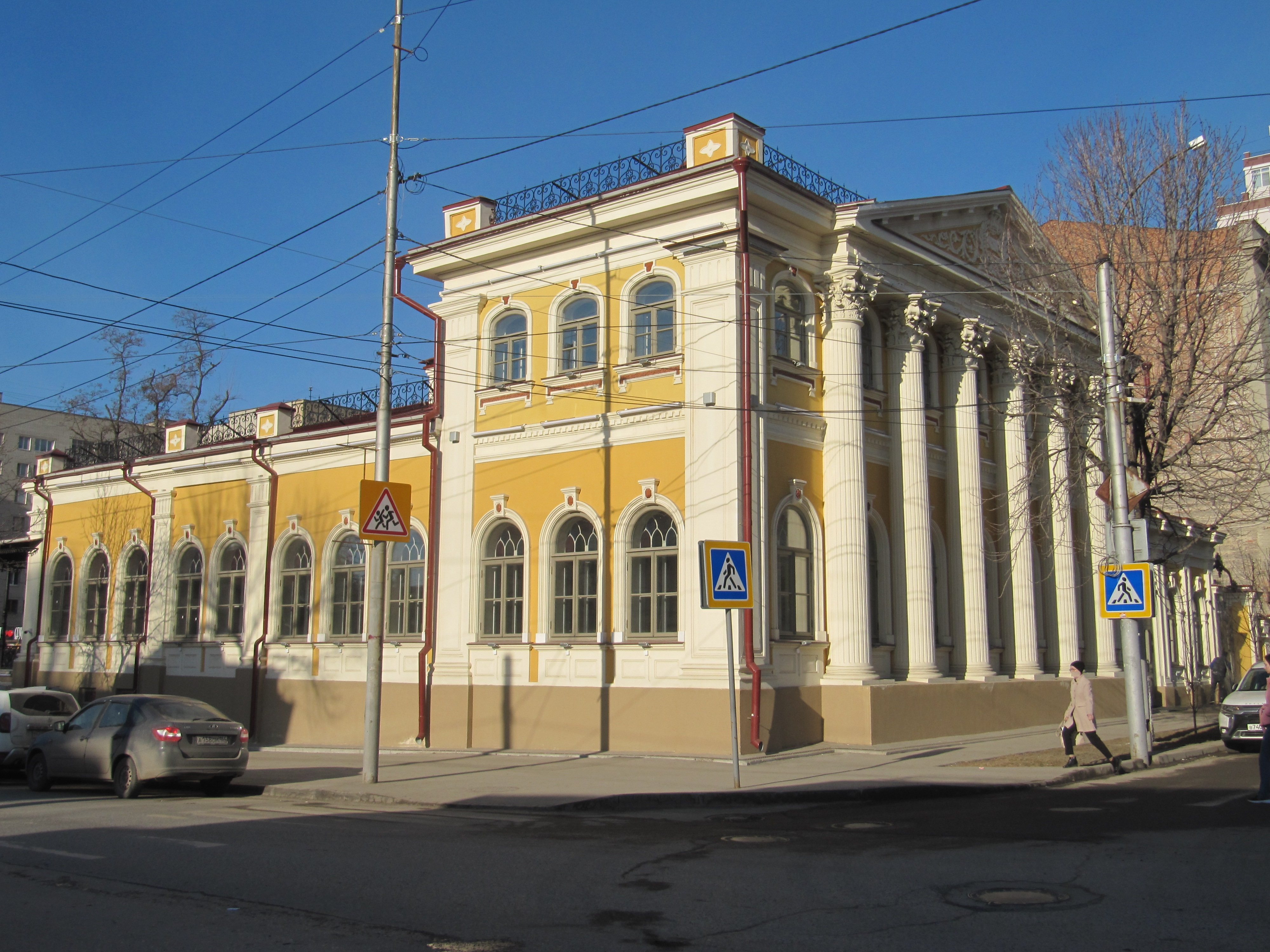
Дом 1 улица Советская после реставрации 2021 года
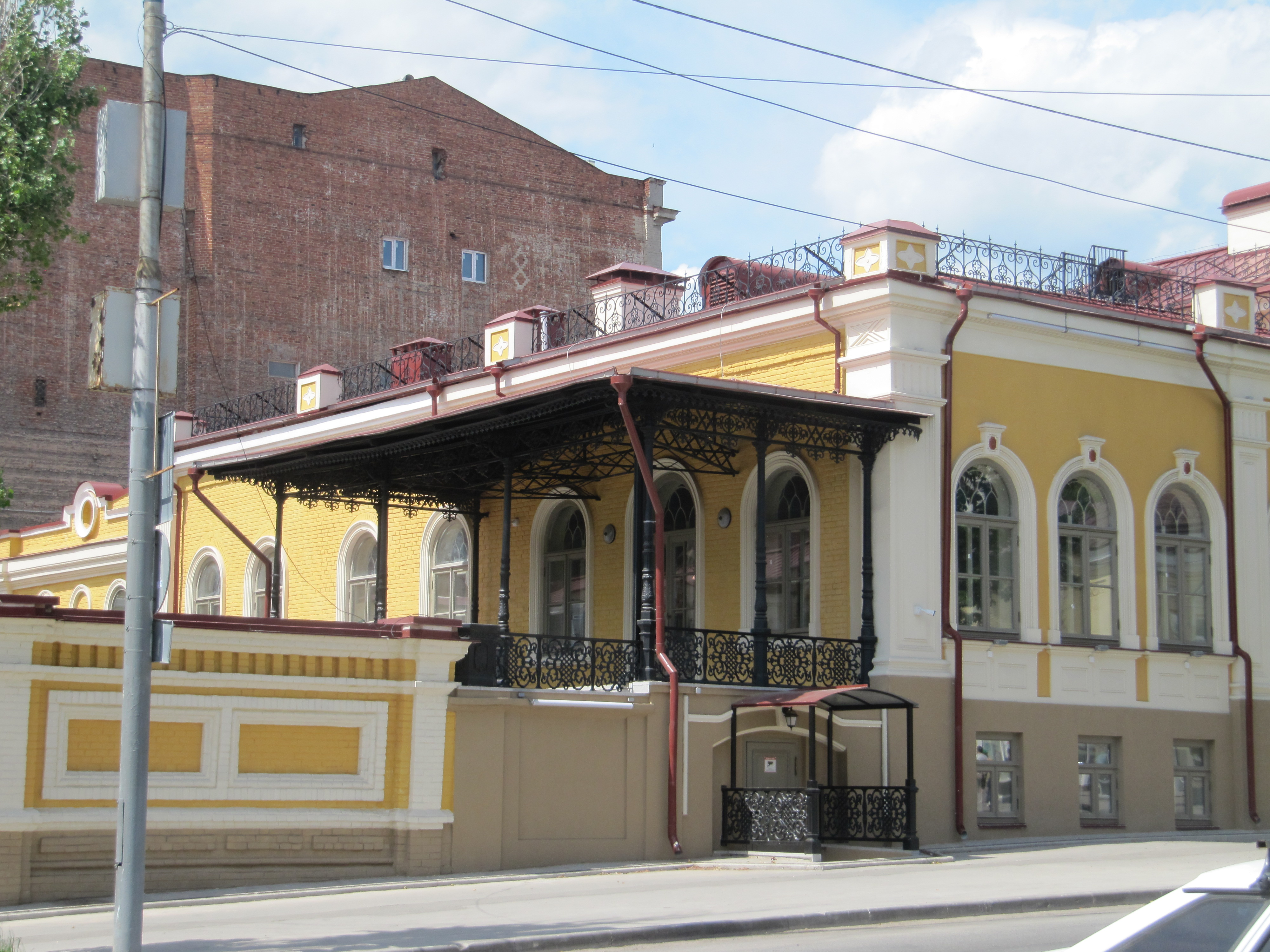
Дом 1 улица Советская, вид с улицы Радищева
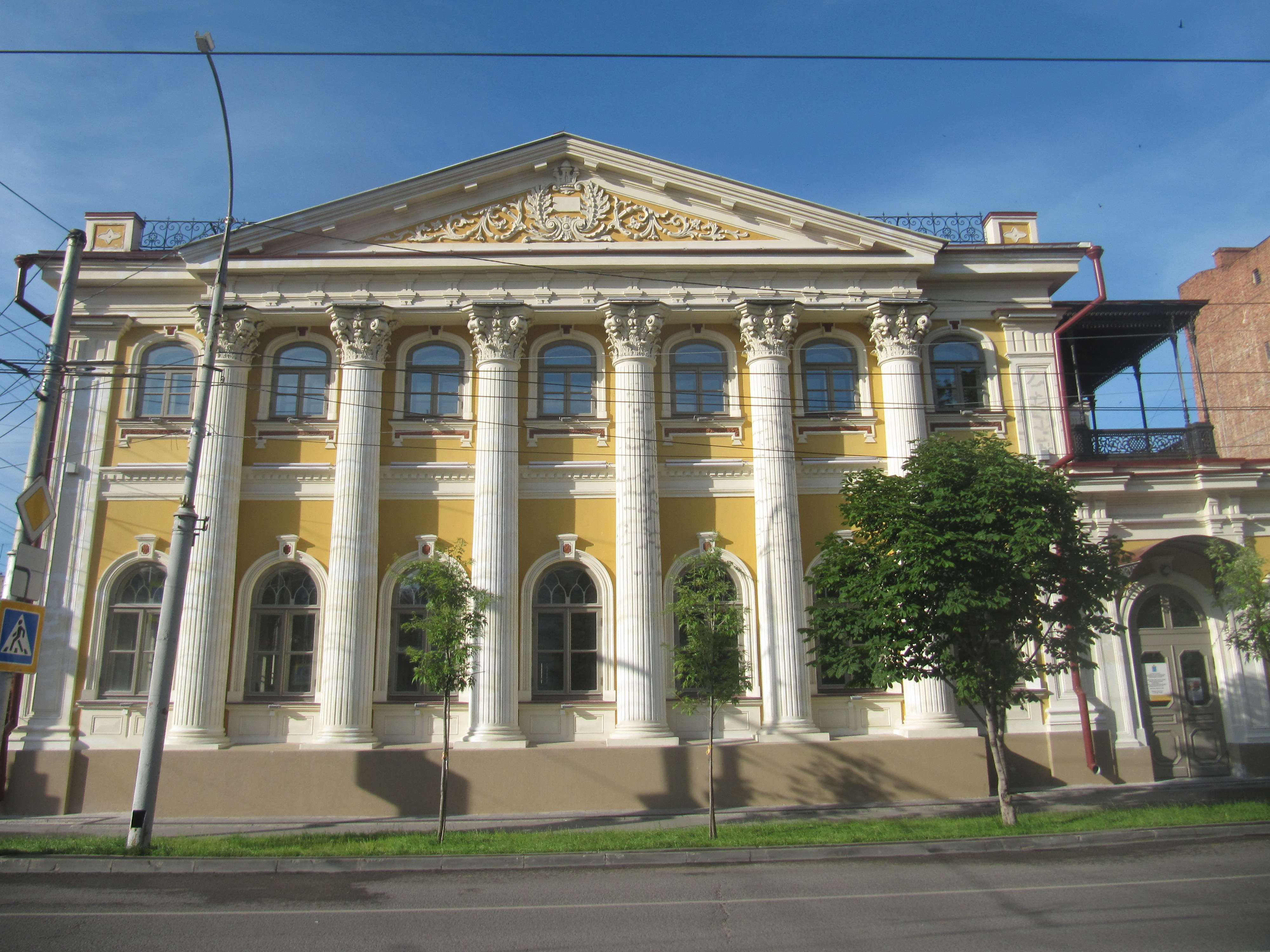
Дом 1 на улице Советская — фасад
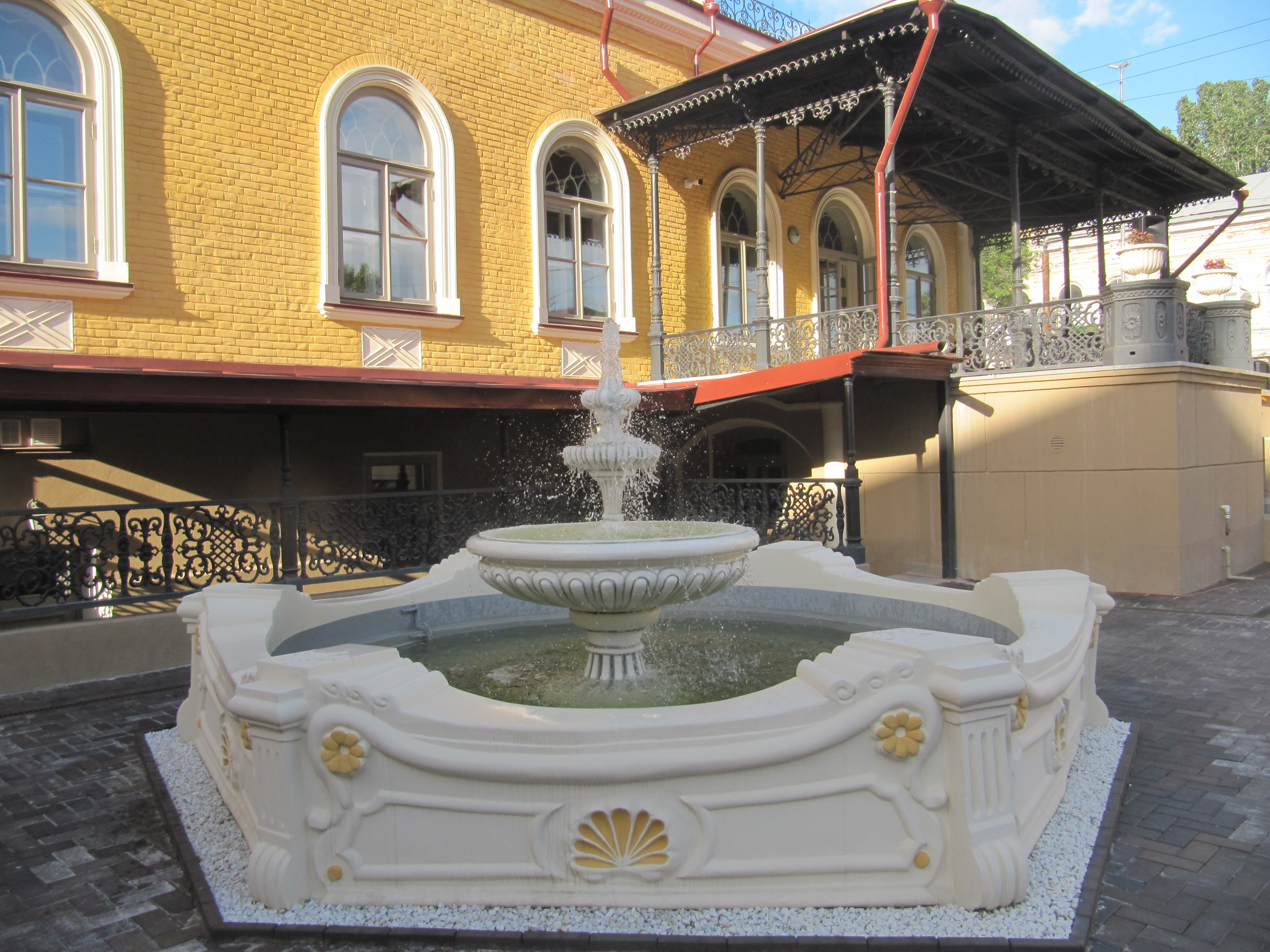
Балкон и фонтан во дворе